# جائحة فيروس كورونا في طاجيكستان
جائحة كوفيد-19 في طاجيكستان هي جزء من جائحة مرض فيروس كورونا 2019 حول العالم (كوفيد-19) الذي يسببه فيروس كورونا المرتبط بالمتلازمة التنفسية الحادة الشديدة النوع 2 (سارس-كوف-2). أُكِّد أن الفيروس قد انتشر إلى طاجكستان عندما أُكِّد وجود المرضى رقم صفر في مدينتي دوشنبه وخجندة في 30 أبريل 2020.

## خلفية
في 12 يناير 2020، أكدت منظمة الصحة العالمية أن فيروس كورونا الجديد كان سبب المرض التنفسي لدى مجموعة من الأشخاص في مدينة ووهان بمقاطعة هوبي في الصين، الأمر الذي أُبلِغت به منظمة الصحة العالمية في 31 ديسمبر 2019. إن معدل وفيات حالات كوفيد-19 أقل بكثير من السارس الذي حدث عام 2003، لكن معدل الانتقال أعلى بكثير، مع وجود عدد وفيات إجمالي مرتفع.

## الخط الزمني
في 10 فبراير، ذهبت رحلة مُستأجرة تابعة لخطوط سومون الجوية إلى مدينة ووهان بمقاطعة هوبي في الصين لإجلاء المواطنين الطاجيكستانيين الموجودين في المدينة والبالغ عددهم 54. حملت الرحلة شحنة إنسانية تشمل إمدادات طبية من طاجيكستان إلى مدينة ووهان. في 13 فبراير، طُبِعت 13,000 نسخة من إرشادات وتوصيات منظمة الصحة والعالمية للحد من خطر عدوى فيروس كورونا ووُزِّعت على المواطنين الطاجيكستانيين. في ذلك الوقت، كان أكثر من 900 مواطن ممن قدموا من الصين إلى طاجيكستان تحت المراقبة من قبل أطباء في مشافي طاجيكستان. لم يُبلَغ عن أي حالة إصابة بفيروس كورونا. في 21 فبراير، تلقى الرئيس إمام علي رحمن رسالة من الرئيس الصيني شي جين بينغ يشكره فيها على دعمه فيما يتعلق بتفشي فيروس كورونا. حتى 21 فبراير، وُضِع 1,066 مواطنًأ طاجيكستاني ممن قد قدموا من الصين بعد 1 فبراير في مشافي الأمراض المعدية بهدف حجرهم صحيًا، وقد صُرِف 577 إلى منازلهم. في 26 فبراير، أُطلِق من الحجر الصحي 63 مواطنًا طاجيكستانيًا (46 طالب طاجيكستاني من مدينة ووهان، و17 من طاقم الرحلة المُستأجرة التابعة لخطوط سومون الجوية والتي قد أُرسِلت لإحضار الطلاب في 11 فبراير). لم يبدي أي من الأشخاص المحجورين صحيًا أعراضًا شبيهة بالإنفلونزا. حتى 24 فبراير، كان قد وُضِع 1,148 من المواطنين الطاجيكستانيين الذي وصلوا من الصين إلى طاجيكستان بعد 1 فبراير تحت الحجر الصحي، و955 قد صُرِفوا من الحجر الصحي.

### مارس 2020
منعت طاجيكستان دخول مواطنين من 35 دولة منها: المملكة المتحدة، والولايات المتحدة، وكندا. في 3 مارس 2020، خفّضت طاجيكستان الحظر ليقتصر على 5 دول فقط هي: الصين، وإيران، وكوريا الجنوبية، وإيطاليا. في 4 مارس، طلبت بعض المساجد في العاصمة دوشنبه من زائريها عدم حضور صلاة يوم الجمعة. أدى الاندفاع إلى تخزين المواد الغذائية إلى ارتفاع أسعارها ونقص الدقيق والمواد الأخرى. في 5 مارس، قالت وزارة الصحة والرعاية الاجتماعية إن هناك ما يكفي من الغذاء في طاجيكستان لإطعام السكان مدة عامين. أكد الرئيس إمام علي رحمن أنه لا حاجة للذعر في شراء الغذاء، لكن مع ذلك استمر التخزين. طلبت طاجيكستان من الناس تجنب التجمعات العامة وحضور المساجد. حتى 10 مارس، كان قد وُضِع 1,583 مواطن طاجيكستاني ممن قد قدموا من الصين، وكوريا الجنوبية، واليابان، وإيطاليا، وإيران، وأفغانستان، بعد 1 فبراير تحت الحجر الصحي، وقد صُرِف 1,147 من الحجر. حتى 14 مارس، كان قد وُضِع 1,603 مواطن طاجيكستاني ممن قد قدموا من الصين، وكوريا الجنوبية، واليابان، وإيطاليا، وإيران، وأفغانستان، بعد 1 فبراير تحت الحجر الصحي، وقد صُرِف 1,280 من الحجر. لم يُؤكَّد وجود أي إصابة بفيروس كورونا في الدولة.
حتى 18 مارس، لم يكن هناك أي حالات عدوى مؤكدة بفيروس كورونا في طاجيكستان، وقد أُلغيت مخططات الاحتفال بالنيروز (عيد رأس السنة الفارسية والسنة الكردية). في أواخر مارس، كان إغلاق الحدود في روسيا وآسيا الوسطى يمنع العمال المهاجرين الموسميين الطاجيكستانيين من الذهاب إلى أماكن عملهم. حتى 18 مارس، كان قد وُضِع 1,890 مواطن طاجيكستاني ممن قدموا من دول أجنبية بعد 1 فبراير تحت الحجر الصحي، وقد صُرِف 1,426 من الحجر. طلبت وزارة الصحة من سكان الدولة «عدم تصديق أي شائعات كاذبة تتعلق بتأكيد حالات فيروس كورونا في طاجيكستان». حتى 23 مارس، كان قد وُضِع 5,038 مواطن طاجيكستاني ممن قدموا من دول أجنبية بعد 1 فبراير تحت الحجر الصحي، وقد صُرِف 1,981 من الحجر، وبقي في الحجر 3,057 شخص (من بينهم 107 من جنسيات أجنبية). كان مجمع مدينة استقلال الصحي في شمال طاجيكستان يُجهَّز من أجل الحجر الصحي للمواطنين الطاجيكستانيين القادمين من الخارج. فُعِّل خط ساخن على مدى 24 ساعة (511) من قبل مركز المعلومات المضادة للأزمة التابع لوزارة الصحة والحماية الاجتماعية للإجابة على أسئلة الناس المتعلقة بفيروس كورونا. في 26 و27 مارس، عُقِدت اجتماعات حول التجهيزات لمنع حدوث تفشِ محتمل لفيروس كورونا. حتى 27 مارس، كان قد وُضِع 5,919 مواطن طاجيكستاني ممن قدموا من الخارج بعد 1 فبراير تحت الحجر الصحي، وقد صُرِف 2,050 من الحجر. لم يُؤكَّد وجود أي حالة إصابة بفيروس كورونا في الدولة. حتى 30 مارس، كان قد وُضِع 6,159 مواطن طاجيكستاني ممن قدموا من دول أجنبية بعد 1 فبراير تحت الحجر الصحي، وقد صُرِف 2,146 من الحجر ما ترك 4,013 في الحجر. لم يُؤكّد وجود أي حالات إصابة بفيروس كورونا في الدولة. في نهاية مارس، صُوِّر الرئيس إمام علي رحمن يشارك في تجمع عام كبير.

### أبريل 2020
حتى 2 أبريل، كان قد وُضِع 6,272 شخص ممن قدموا إلى طاجيكستان من دول أجنبية بعد 1 فبراير تحت الحجر الصحي، وقد صُرِف 2,359 من الحجر ما ترك 3,913 في الحجر. لم يُؤكَّد وجود أي حالات إصابة بفيروس كورونا في الدولة. بحلول 3 أبريل، رغم عدم فرضها قانونيًا، قد أصبح ارتداء أقنعة الوجه مألوفًا في طاجيكستان بما في ذلك في الأرياف والمدارس التي أُعيد افتتاحها بعد عطلة الربيع. في نفس اليوم، أجرى الرئيس رحمن والرئيس الأوزباكستاني شوكت ميرضيايف محادثة هاتفية تشمل نقاشًا بخصوص التنسيق حول فيروس كورونا. توفي مريض محجور صحيًا عمره 60 عامًا جراء ذات الرئة في المشفى المركزي لمقاطعة جبور رسولوف في منطقة صغد، وحُجِر الطاقم الطبي الذي كان يعالجه ما أطلق شائعات على الإنترنت بأن المريض قد توفي بفيروس كورونا. قالت مصادر في المشفى أن المريض كان فحصه لفيروس كورونا سلبيًا قبل أن يتوفى. حتى 6 أبريل، كان قد وُضِع 7,041 شخص ممن قدموا إلى طاجيكستان من دول أجنبية تحت الحجر الصحي، وقد صُرِف 4,291 من الحجر ما ترك 2,730 في الحجر. نحو 3,000 شخص قد فُحِصوا لفيروس كورونا، وكانت كل النتائج سلبية. لم يُؤكَّد وجود أي حالات إصابة بفيروس كورونا في الدولة. كانت نتيجة فحص 13 شخصًا محجورون صحيًا منذ 5 أبريل في مقاطعة جبور رسولوف سلبية لفيروس كورونا. جُهِّزت 6 منشآت طبية في خوجاند و12 منشأة في مناطق أخرى من أجل الحجر الصحي، وكانت كل فحوصات فيروس كورونا تُجرَى مجانًا. في 9 أبريل، اتصل الرئيس رحمن رئيس كازخستان قاسم جومارت توكاييف، وناقش عدة مواضيع منها فيروس كورونا. أعلنت كازخستان أنها وافقت على إرسال خمسة آلاف طنًا من الدقيق إلى طاجيكستان. في نفس اليوم، أجرى الرئيس رحمن والرئيس الأوزباكستاني ميرضيايف تتضمن نقاشًا حول التنسيق بخصوص فيروس كورونا. حتى 10 أبريل، حتى 10 أبريل، كان قد وُضِع 7,367 شخص ممن قدموا إلى طاجيكستان من دول أجنبية تحت الحجر الصحي، وقد صُرِف 5,482 من الحجر ما ترك 1,880 في الحجر. في 13 أبريل، التقى وزير الخارجية سراج الدين مورالدين مع رئيس وفد الاتحاد الأوروبي إلى طاجيكستان مارلين جوزيفسون، أعلن جوزيفسون خططًا لتزويد طاجيكستان بنحو 48 مليون يورو لتخفيف تبعات الجائحة. في 14 أبريل، قال وزير الصحة والحماية الاجتماعية نسيم أوليمزودا أنه لم يجري اكتشاف فيروس كورونا في طاجيكستان. فسر أوليمزودا نقص عدد حالات فيروس كورونا المؤكدة في طاجيكستان بأنه نتيجة للحجر الصحي المُطبَّق على كل الأشخاص الذين يدخلون طاجيكستان من الخارج نظرًا لخطر حدوث الانتقال غير المترافق مع أعراض. سلّم وزير أوزباكستان للحالات الطوارئ مساعدات إلى طاجيكستان تتضمن ألف طن من الدقيق، ومطهرات، ومعقمات، وأثواب طبية، وقفازات، وأقنعة، وأحذية طبية، وأجهزة تنفس، ونظارات واقية. زودت شركة طاجيكهيدروإليكترومونتاج (Tajikhydroelektromontazh) مديرية صحة مدينة دوشنبه بنحو 20,000 فحص لفيروس كورونا، و10 أجهزة تنفس اصطناعي، و500 مجموعة من الملابس الطبية الخاصة، بقيمة إجمالية تزيد عن 5 ملايين سوموني.
حتى 17 أبريل، كان قد وُضِع 7.871 ممن قدموا إلى طاجيكستان من دول أجنبية تحت الحجر الصحي، وقد صُرِف 6,438 من الحجر ما ترك 1,523 في الحجر. لم تُسجَّل أي حالات إصابة بفيروس كورونا بين الأشخاص المحجورين. سُجِّلت حالات إصابة بأمراض أخرى بين عموم السكان مثل الإنفلونزا، وذات الرئة، والعدوى الفيروسية التنفسية الحادة، والربو، والتيفوئيد. أجرى الرئيس رحمن خطابًا للأعضاء المعينين والمنتخبين حديثًا في التجمع الوطني لطاجيكستان تناول فيه وضع فيروس كورونا. مرض جوليدالدين عبدالجبورزودا، رئيس قسم الشؤون الداخلية في مكتب المدعي العام في مدينة دوشنبه، في 15 أبريل، وتوفي في 19 أبريل. قال وزير الصحة أنه توفي جراء فيروس الإنفلونزا أ (H1N1) واستبعدت بشكل واضح الوفاة جراء فيروس كورونا. وفقًا لإذاعة أوروبا الحرة/ راديو لايبرتي، دُفِنت جثة عبدالجبورزودا من قبل طاقم طبي مرتدٍ لمعدات طبية خاصة. لم تُدفَع أجور العاملين المهاجرين الطاجيكستانيين في روسيا الذين كانوا يرسلون عادة أموالًا لعائلاتهم الموجودة في طاجيكستان بسبب جائحة كوفيد-19 في روسيا. دعا سفير طاجيكستان لدى روسيا إمام الدين ساتوروف رؤساء الشركات في روسيا إلى الامتناع عن تسريح العمال الطاجيكستانيين. حث الرئيس رحمن المسلمين في طاجيكستان على عدم التخلي عن صيام شهر رمضان قائلًا إن الصيام سيجعل الناس عرضة للإصابة بالأمراض المعدية. في 23 أبريل، أغلقت طاجيكستان المدارس لمدة أسبوعين لمنع انتشار فيروس كورونا، وحظرت تصدير الحبوب والبقول مؤقتًا، وهو إجراء يهدف إلى الحفاظ على الإمدادات المحلية. لم يجري الإبلاغ عن حالات إصابة بفيروس كورونا في طاجيكستان. في ذلك الوقت، أُغلِقت حدود طاجيكستان والمساجد الموجودة فيها. حتى 27 أبريل، أُجري 4,100 فحصًا لفيروس كورونا في طاجيكستان. وقد قالت جالينا بيرفيلفيفا، ممثلة منظمة الصحة العالمية في مدينة دوشنبه، التي أكدت مبدئيًا موقف حكومة طاجيكستان بأن البلاد ما زالت خالية من فيروس كورونا، «من المستحيل القول بشكل قاطع أنه لا توجد حالات إصابة بفيروس كورونا في طاجيكستان».
كانت طاجيكستان إحدى الدول القليلة التي واصلت المباريات الرياضية الاحترافية خلال الجائحة، في الوقت الذي أُلغيت فيه في عدة دول. على أي حال، في 27 أبريل، عُلِّق الدوري الطاجيكستاني الأول لعام 2020 حتى 10 مايو.
في 30 أبريل، أبلغت وزارة الصحة عن 15 حالة إصابة مؤكدة بفيروس كورونا حتى 29 أبريل: 10 منها في مدينة خوجاند، و5 في مدينة دوشنبه. في السابق، كانت وسائل الإعلام تطرح تساؤلات حول قلة الإبلاغ عن حالات إصابة بفيروس كورونا في طاجيكستان.

### مايو 2020
في 1 مايو، كان هناك 32 حالة إصابة مؤكدة، منها 17 في مدينة دوشنبه، و5 في مدن ومقاطعات التبعية الجمهورية، و10 في منطقة صغد.
في 2 مايو، كان هناك 76 حالة إصابة مؤكدة، وحالتي وفاة. كان على الجميع ارتداء أقنعة الوجه عندما الذهاب إلى العمل.
في 3 مايو، ارتفع عدد الحالات إلى 128. قال عمدة مدينة دوشنبه إنهم سيبنون مشافي مؤقتة لعلاج 3,000 شخص.
أُكِّدت 102 حالة إضافية في 4 مايو ما رفع العدد الإجمالي إلى 230 حالة تتضمن 110 حالات في مدينة دوشنبه، و22 حالة في بدات ومقاطعات التبعية الجمهورية، و7 في مقاطعة بدخشان الجبلية ذاتية الحكم، و21 في منطقة خاتلون، و70 في منطقة صغد. كان هناك حالات في كل المناطق.
في 6 مايو، مددت فيدرالية كرة القدم في طاجيكستان تعليق كرة القدم إلى أجل غير محدد.
العدد الكلي للحالات 379، و8 حالات وفاة، و246 حالة شفاء.
حتى 8 مايو، كان هناك 46 حالة إصابة، و12 حالة وفاة.

## المساعدات الإنسانية

### المساعدات الأجنبية

#### ألمانيا
بناء على طلب رسمي من وزارة الصحة والحماية الاجتماعية لشعب جمهورية طاجيكستان وبدعم مالي من الوزارة الاتحادية الألمانية للتعاون الاقتصادي والتنمية، فرع جمعية كاريتاس الألمانية في طاجيكستان، قدمت ما قيمته 33,500 يورو من المساعدات الإنسانية إلى 16 مدينة ومقاطعة في طاجيكستان.
كان التبرع، الذي تضمن 2000 بدلة واقية، و810 مجموعة صحية، و400 عبوة من المواد الغذائية، يهدف إلى تعزيز التدابير الوقائية في مواجهة كوفيد-19.

#### الصين
قدمت طاجيكستان مساعدات إنسانية لطاجيكستان لدعم جهود الوقاية والتقليل التي تقوم بها السلطات الطاجيكستانية في مواجهة فيروس كورونا الجديد.
حدثت مراسم تسليم المساعدات الإنسانية على الحدود الطاجيكستانية الصينية في مقاطعة بدخشان الجبلية ذاتية الحكم في 30 مارس.
وفقًا لقسم المعلومات التابع لوزارة الخارجية الطاجيكستانية، تتضمن المساعدات: 2,000 مجموعة من كواشف الحمض النووي للكشف عن الفيروس الذي يسبب كوفيد-19، و1,000 غطاء واقٍ طبي، و500 ميزان حرارة غير ملامس، و1,000 نظارة طبية، و1,000 زوج من القفازات الطبية ذات الاستخدام الواحد، و1,000 زوج من أغطية الأحذية الطبية ذات الاستخدام الواحد.

#### كازاخستان
في سياق أزمة كوفيد-19، عرضت كازخستان مساعدات إنسانية على جارتيها في آسيا الوسطى قيرغيزستان وطاجيكستان، مجيبة على طلب من بيشكيك ودوشنبه.
اتخذ رئيس كازخستان قاسم جومارت توكاييف القرار في وقت سابق من هذا الأسبوع بتقديم المساعدات الإنسانية لجارتيه. يشمل ذلك: 5000 طن من دقيق كازخستان لكل بلد تبلغ قيمته أكثر من 3 ملايين دولار.
وقد اتخذ القرار بناء على الطلبات الرسمية للجانبين القيرغيزستاني والطاجيكستاني للحصول على إمدادات غذائية.
تقدمت كل من قيرغيزستان وطاجيكستان بطلب للحصول على تمويل طارئ من صندوق النقد الدولي. وقال مسؤول في صندوق النقد الدولي إن طاجيكستان يمكن أن تحصل على ما يعادل حصتها من صندوق النقد الدولي التي تبلغ نحو 240 مليون دولار. طلبت قيرغيزستان المجاورة، التي تلقت بالفعل 121 مليون دولار من الصندوق، مضاعفة المبلغ، مستخدمة بذلك كامل حصتها.

#### أوزباكستان
في 9 أبريل، قدمت أوزباكستان مساعدات إنسانية إلى طاجيكستان يبلغ مجموعها نحو 2.5 مليون دولار، و18 عربة قطار تحمل 1000 طن من دقيق القمح، ومعدات الحماية الطبية، بما في ذلك المطهرات، والأثواب الطبية، والقفازات الطبية ذات الاستخدام الواحد، والنظارات الطبية، وأقنعة الوجه، وأغطية الأحذية ذات الاستخدام الواحد، وذلك وفقًا لما أُبلِغ عن وصوله إلى مدينة دوشنبه.
في 9 مايو، أُرسلت أوزباكستان 144 حاوية طبية إلى طاجيكستان من أجل مشفى مؤقت في ملعب بوفاندا في دوشنبه.

### المساعدات الأجنبية المعتمدة من قبل السلطات المحلية
نشأ جدال ساخن بسبب «المساعدة الخيرية» بالأدوية من شركة «مجموعة أفيستو» المحلية، حيث كانت مساعدات إنسانية صينية من أجل طاجيكستان من بين الحمولة. ظهر فيديو عن هذا على الإنترنت، وشعارات الصداقة الطاجيكستانية الصينية موجودة على صناديق المساعدات الإنسانية.
عبر مستخدمو وسائل التواصل الاجتماعي عن سخطهم وانتقاداتهم الشديدة نحو شركة «مجموعة أفيستو»، التي ينتمي، وفقًا للمعارضة، جزء منها إلى رستم إمام علي، ابن رئيس الدولة، رئيس مجلس ملي.

## التبعات

### حرية الصحافة في طاجيكستان
يشرح الخبير الطاجيكستاني مارات مامادشوف سبب وجود تعتيم إعلامي فعال على تقارير كوفيد-19. إن هذه الدولة الموجودة في آسيا الوسطى تقبع منذ سنوات في أسفل مؤشرات حرية الصحافة.
إن وسائل الإعلام تخضع لسيطرة الحكومة بكل طريقة ممكنة. يجري التحكم بمحتوى وسائل الإعلام الإلكترونية مثل محطات التلفزيون، والإذاعة بشكل خاص. تعود ملكية معظم منافذ وسائل الإعلام للحكومة.
اضطرت محطات التلفزيون والإذاعة المستقلة إلى تشديد قبضتها على الرقابة الذاتية خوفًا من فقدان تراخيصها. لذلك يتركز إنتاجهم بشكل رئيسي على الترفيه. ولكن من الواضح أن ملاحقة هذه المؤسسات الإعلامية بسبب الانتقاد تلعب دورًا أيضًا.
في تصنيفات حرية التعبير حول العالم، وضعت العديد من المنظمات الدولية ذات السمعة الطيبة طاجيكستان في نهاية القائمة على مدى السنوات الأخيرة. وفي الوقت الحالي، حصل عشرات الصحافيين الطاجيكستانيين، الذين قد عملوا على هذه المنشورات، على اللجوء في هذه الأثناء في أوروبا بما في ذلك ألمانيا.